# Seznam představitelů Protektorátu Čechy a Morava

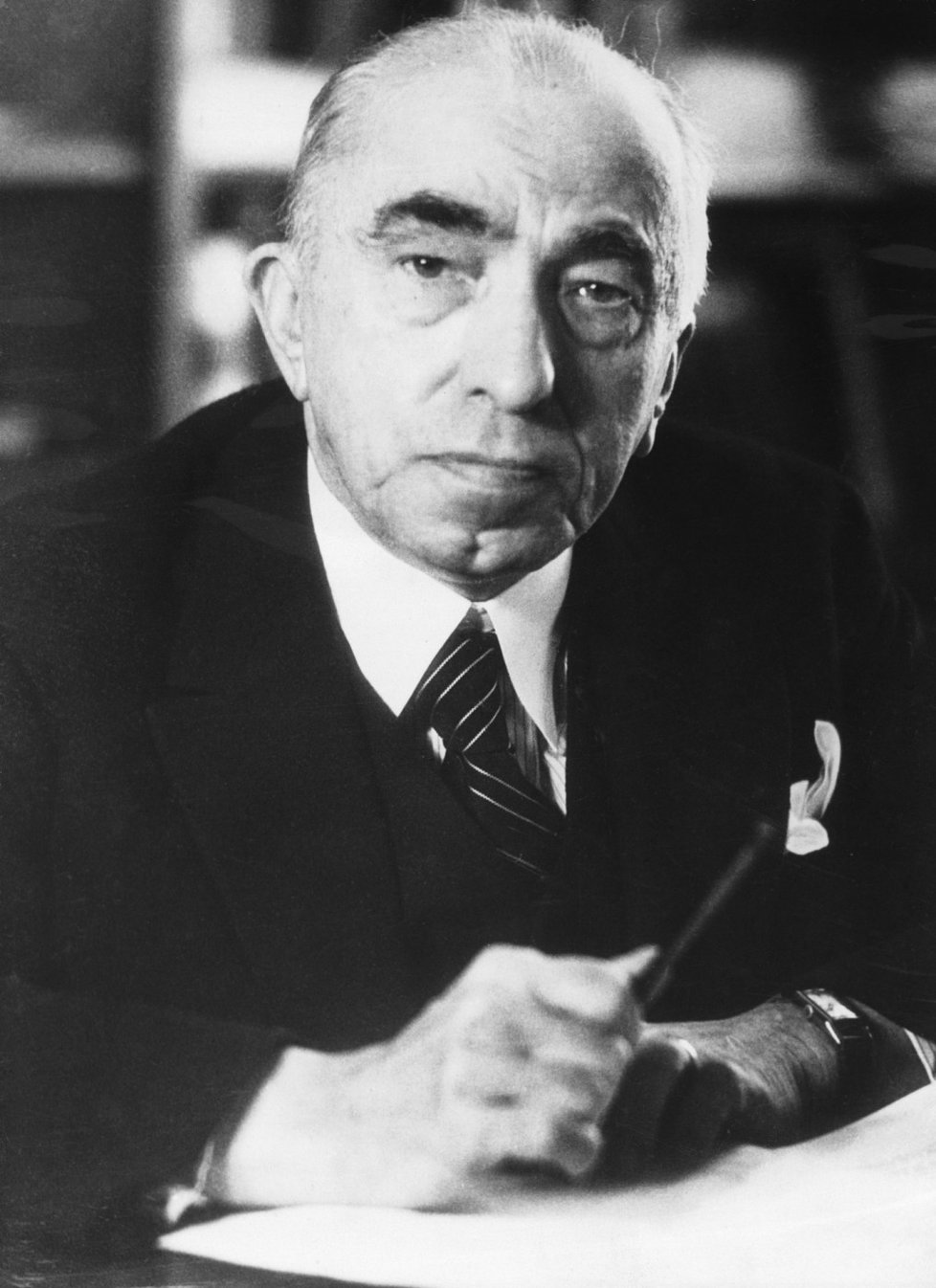
Emil Hácha (září 1942)

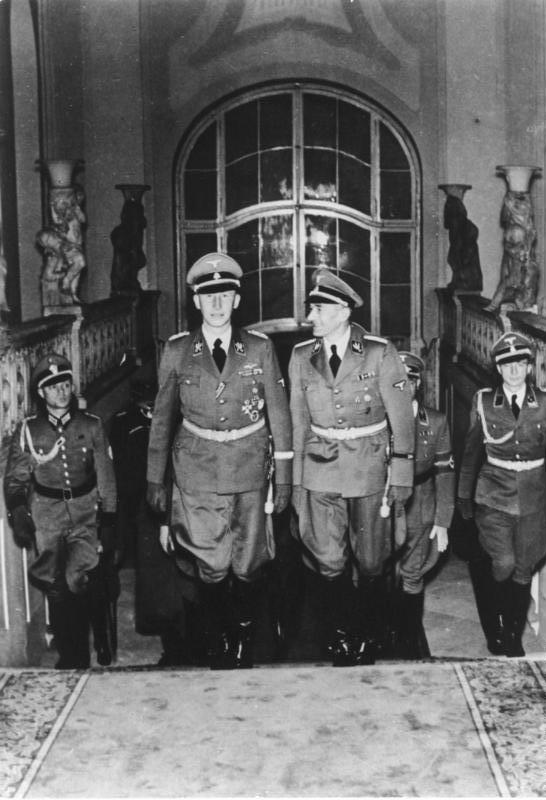
Reinhard Heydrich a Karl Hermann Frank na Pražském hradě roku 1941

Tento článek zobrazuje chronologický přehled představitelů Protektorátu Čechy a Morava (1939–1945).

## Představitelé protektorátní (autonomní) správy

### Státní prezident
- Emil Hácha (15. března 1939 – 9. května 1945), s minimem reálné moci

### Předseda vlády
- Rudolf Beran (15. března 1939 – 27. dubna 1939), předsedou vlády již před okupací (1. prosince 1938)
- Alois Eliáš (27. dubna 1939 – 27. září 1941), popraven 19. června 1942; protektorátní vláda bez gen. Aloise Eliáše plnila svou funkci do 19. ledna 1942
- Jaroslav Krejčí (19. ledna 1942 – 19. ledna 1945)
- Richard Bienert (19. ledna 1945 – 5. května 1945)

### Český zemský prezident
- Josef Sobotka (15. března 1939 – červen 1939)
- Richard Bienert (červen 1939 – 19. ledna 1942)
- Horst Naudé (úřadující viceprezident, 19. ledna 1942 – 8.(?) května 1945)

### Moravský zemský prezident
- Jan Černý (15. března 1939 – červen 1939)
- Jaroslav Jan Caha (červen 1939 – 23. ledna 1941)
- Jaroslav Mezník (1. května 1941 – 7. listopadu 1941)
- Karl Schwabe (úřadující viceprezident, listopad 1941 – duben 1945)

## Představitelé okupační civilní správy

### Říšský protektor

Vlajka říšského protektora

- SS-Obergruppenführer Konstantin von Neurath (18. března 1939 – 27. září 1941, oficiálně odvolán Hitlerem z funkce říšského protektora 24. srpna 1943)
  - SS-Obergruppenführer Reinhard Heydrich (zastupující říšský protektor, 27. září 1941 – 27. května 1942)
  - SS-Oberstgruppenführer Kurt Daluege (zastupující říšský protektor, 28. května 1942 – 20. srpna 1943)
- Wilhelm Frick (20. srpna 1943 – 8.(?) května 1945)

### Německý státní ministr
- SS-Obergruppenführer Karl Hermann Frank (20. srpna 1943 – 8.(?) května 1945)

### Vyšší šéf SS a policie pro Čechy a Moravu
- SS-Obergruppenführer Karl Hermann Frank (28. dubna 1939 – ? dubna 1945)
- SS-Obergruppenführer Richard Hildebrandt (? dubna 1945 – 8. května 1945)

## Představitelé okupační vojenské správy

### Vrchní velitel Waffen-SS
- SS-Brigadeführer Karl von Treuenfeld (1. prosince 1941 – 12. září 1942)
- SS-Gruppenführer Carl von Pückler-Burghauss (12. září 1942 – 10. dubna 1943)
- SS-Standartenführer Alfred Karrasch (10. dubna 1943 – 31. července 1943)
- SS-Gruppenführer Georg Keppler (31. července 1943 – 20. března 1944)
- SS-Gruppenführer Carl von Pückler-Burghauss (20. března 1944 – 8. května 1945)

### Vrchní velitel Wehrmachtu
- General der Infanterie Erich Friderici (1. dubna 1939 – 31. října 1941)
- General der Infanterie Rudolf Toussaint (1. listopadu 1941 – 31. srpna 1943)
- General der Panzertruppe Ferdinand Schaal (1. září 1943 – 26. července 1944)
- General der Infanterie Rudolf Toussaint (26. července 1944 – 8. května 1945)

Náčelník štábu
- Generalmajor Anton-Carl Longin (1. dubna 1939 – 1. listopadu 1942)
- Generalleutnant Max Ziervogel (1. listopadu 1942 – 6. května 1945)

### Vojenský velitel pro Prahu
- Generalmajor Arthur von Briesen (1. května 1939 – 15. února 1944)
- Generalleutnant Philipp Müller-Gebhard (15. února 1944 – 8. května 1945)

### Vojenský velitel pro Brno
- Generalmajor Walter Freytag (1. dubna 1939 – 10. dubna 1941)
- Generalmajor Wilhelm Weiss (10. dubna 1941 – 1. října 1944)
- Generalleutnant Gerhard Poel (1. října 1944 – 8. května 1945)

### Vojenský velitel pro Plzeň
- Generalleutnant Peter Hermann (15. listopadu 1939 – 31. října 1944)
- Generalleutnant Georg von Majewski (1. listopadu 1944 – 6. května 1945)